# Bruiser (2000)
Bruiser ist ein Horrorfilm von George A. Romero aus dem Jahr 2000, der in amerikanisch-kanadisch-französischer Koproduktion entstand.

## Handlung
Henry Creedlow arbeitet für das Magazin Bruiser (dt.: Rabauke, Schläger, aber auch Monster). Henry ist unglücklich, seine Frau Janine sieht in ihm einen Versager. Zudem wird er von Gewaltphantasien geplagt. Auch finanziell erleidet Henry einen Rückschlag. Sein Freund und Kollege Jimmy hat Geld für Henry angelegt, jedoch war die Anlage ein Reinfall.
Milo Styles, der Verlagschef, macht Henry vor versammelter Belegschaft runter. Dennoch geht er mit Janine zu einer von Styles ausgerichteten Feier. Dort kommt er Rosie näher, die als Fotografin für das Magazin arbeitet. Rosie ist Styles Ehefrau, die in Trennung von ihm lebt. In ihrer Freizeit stellt sie Gipsmasken her. Auch für Henry fertigt sie eine Maske an. Sie ist weiß ohne Besonderheiten. Henry bemerkt, dass Janine und Styles etwas miteinander haben, sagt jedoch nichts. Erst auf der Rückfahrt macht er seiner Frau Vorhaltungen, doch Janine ist dies egal. Vielmehr wünscht sie sich, dass Henry tot sei. Vor dem Haus lässt sie ihn aussteigen und fährt davon.
Henry, der sich zuvor betrunken hat, wacht am nächsten Morgen auf und trägt nun eine weiße Maske auf dem Gesicht, die er nicht lösen kann. Als die Haushälterin Katie ins Haus kommt, versteckt er sich und muss erkennen, dass Katie sich aus der Geldbörse, die er liegen gelassen hat, bedient. Er erschlägt sie mit ihrer Handtasche, die voller Silberbesteck aus seinem Haus ist. Kurz bevor Janine nach Hause kommt, versteckt er Katies Leiche. Er hört ein Telefongespräch mit, bei dem Janine erzählt, dass sie ihn verlassen wolle. Henry folgt seiner Frau, die sich mit dem Angerufenen treffen will. Sie fährt zum Verlagshaus, das am Sonntag leer ist, und trifft sich dort mit Styles. Beide sind schon in eindeutiger Position, als überraschenderweise Rosie erscheint und ihren Mann fotografiert. Styles verfolgt seine Frau und stellt sie zur Rede. Gleichzeitig wird Janine von Henry ermordet, indem er sie mit einer Verlängerungsschnur um den Hals aus dem Fenster stößt.
Die Polizei in Person von Detective McCleary verhört Styles. Henry kann derweil unerkannt aus dem Gebäude entkommen. Zu Hause macht er die Entdeckung, dass sein Freund Jimmy ihn mehrfach um sein Geld betrogen hat. Henry ignoriert die klopfenden Polizisten, die ihn vom Tod seiner Frau unterrichten wollen. Er täuscht seinen Selbstmord vor und warnt Rosie telefonisch, dass sie unter Mordverdacht stehe. Henry sucht Jimmy auf, der den Betrug gesteht und als Wiedergutmachung einen Scheck über die veruntreute Summe anbietet. Doch an Stelle eines Scheckbuchs hat Jimmy hingegen eine Pistole in der Hand und versucht erfolglos Henry zu erschießen. Henry kann Jimmy töten und seine Leiche verstecken.
Henry ruft bei einer Talkradio-Sendung eines lokalen Radiosenders an und gibt sich dort als Täter zu erkennen. Nach einem Gespräch mit dem Moderator ist er der Überzeugung, dass er alle diejenigen, die ihm übel mitgespielt haben, töten muss, damit er sein Gesicht wieder erlange.
Am nächsten Tag richtet Styles ein Kostümfest aus. Henry verkleidet sich als Zorro mit einer weißen Maske. Auch Rosie besucht das Fest, beschattet von McCleary, der sie immer noch des Mordes an Janine verdächtigt. Mit Hilfe einiger Kollegen kann Henry Styles auf einen Balkon locken und ihn mit ein paar Kabeln über die Partygäste hängen. Sowohl die Gäste als auch Styles selber halten dies für einen besonderen Partygag. Mit Hilfe einer Laserkanone tötet Henry Styles. Als sich Henry seines Kostüms entledigt, wird er von einem Kollegen mit Namen angesprochen. Somit erkennt Henry, dass er wieder sein normales Gesicht hat. McCleary hat den Verdacht gegen Rosie fallengelassen und wird auf Henry aufmerksam. Doch nun erscheint Rosie als Zorro verkleidet mit weißer Maske und erklärt, sie sei die Täterin. Sie kann damit Henrys Flucht decken, der McCleary entwischt.
Jahre später arbeitet Henry in einem Büro in einer anderen Stadt. Der Vorgesetzte ist ungeduldig und wütend und macht einem Mitarbeiter schwere Vorwürfe. Dann fordert er Henry auf, in sein Büro zu kommen. Der verärgerte Henry geht zum Büro, sein Gesicht ist jetzt wieder mit einer weißen Maske bedeckt.

## Kritiken
Das Lexikon des internationalen Films beschrieb den Film als „solide gespielter Horrorfilm um die Tragik eines Menschen und seines Wahns. Stimmungsvolles Kino des Schreckens, freilich nicht frei von Längen“.

## Hintergrund
Uraufgeführt wurde der Film in Kanada am 13. Februar 2000. In den USA kam er am 9. Oktober 2001 heraus. Gedreht wurde der Film in Toronto und in Waterloo in der Provinz Ontario.
Einen Gastauftritt absolvierte die US-Punkband Misfits. Regisseur Romero hatte für die Band das Video Scream inszeniert und hatte sich als Bezahlung die Mitwirkung der Band in seinem Film ausbedungen.

## Auszeichnungen
2002 wurde der Film in der Kategorie Beste DVD-Veröffentlichung für den Saturn Award nominiert.